# Suhpalacsa ledranus
Suhpalacsa ledranus är en insektsart som beskrevs av Navás 1914. Suhpalacsa ledranus ingår i släktet Suhpalacsa och familjen fjärilsländor. Inga underarter finns listade i Catalogue of Life.